# Föderation der Türkisch-Demokratischen Idealistenvereine in Deutschland

Logo der Türkischen Föderation in Deutschland. Dieses Emblem der ADÜTDF zeigt zwei Minarette und den „türkischen Halbmond“

Die Föderation der Türkisch-Demokratischen Idealistenvereine in Deutschland (türkisch Almanya Demokratik Ülkücü Türk Dernekleri Federasyonu, ADÜTDF; kurz auch Türk Federasyon, deutsch „Türkische Föderation“) ist ein eingetragener Verein mit Sitz in Frankfurt am Main. Als Mutterorganisation der „Föderation“ wird die rechtsextreme türkische Partei der Nationalistischen Bewegung (MHP) angesehen. Das Institut Zentrum für Türkeistudien der Universität Duisburg-Essen beschrieb die ADÜTDF in einem Gutachten für die Unabhängige Kommission „Zuwanderung“ im Jahr 2001 mit den Worten „Türkisch-islamische Synthese; Nationalistisch, Einsatz für ein großtürkisches Reich, stark politisch“. Die Mitgliederzahl des Vereins, der „als Sammelbecken extrem nationalistischer Türken gilt“, wird auf etwa 7000 Mitglieder geschätzt, die vor allem unter der Bezeichnung „Graue Wölfe“ (Bozkurtçular) bekannt sind. Die Türk Federasyon selbst betont in ihrer Selbstdarstellung, dass sie türkische Bürger darin unterstütze, „im Rahmen der Gesetze der jeweiligen Länder, ihre demokratischen Rechte wahrzunehmen“. Im Verfassungsschutzbericht des Landes Baden-Württemberg von 2009 ist die ADÜTDF unter „sicherheitsgefährdende Bestrebungen von Ausländern“ sowie unter „Ausländerextremismus“ aufgeführt.

## Hintergrund
Die „Idealisten-Bewegung“ (Ülkücü Hareket), zu der die ADÜTDF zählt, „verfolgt nationalistisch-pantürkische Ziele“, das heißt, sie wird als eine am Panturanismus orientierte Bewegung angesehen, die als Variante des türkischen Nationalismus eine Vereinigung der Siedlungsgebiete aller Turkvölker anzielt oder aller Mitglieder und Gebiete einer postulierten „turaniden Rasse“. Als ein „Idealist“ (Ülkücü) – diese Bezeichnung wird auch im Namen der Organisation verwendet – wird von den Anhängern jemand verstanden, der sich in ihrem politischen Sinn einsetzt und nach deren streng umrissenen Werten handelt, dieser Begriff ist also wesentlich enger und spezifischer gefasst als im allgemeinen Sprachgebrauch üblich.
Die „Mutterorganisation“, die türkische Partei MHP, setzte 2007 im Wahlkampf ihren Schwerpunkt auf Agitation gegen die EU und gegen die „Arbeiterpartei Kurdistans“ PKK. Auch die Büyük Birlik Partisi, BBP (deutsch: Partei der Großen Einheit), gehört zur Idealisten-Bewegung. Die ADÜTDF wird als eine „Graue-Wölfe-Gruppe“ angesehen, und als „türkische Rechtsradikale“, die Organisationen MHP und ADÜTDF als „‚rassistisch, gewaltbereit‘, ‚totalitär organisiert‘ und geprägt von Verschwörungstheorien, in deren Zentrum Amerikaner, Kurden und immer wieder Juden stünden“.
Winfried Becker, Fachmann für neuere und neueste Geschichte, zieht als Bilanz zum Thema „Religionsgemeinschaften und der Staat“, dass die ADÜTDF türkisch-nationalistisch sei und „die Kurden und andere angebliche Zerstörer der Türkei“ bekämpfe.
Nach der Präsidenten- und Parlamentswahl in der Türkei 2018 besteht der Eindruck, dass die Türkei versucht, die Extremistengruppe Graue Wölfe in Deutschland hoffähig zu machen. Cemal Çetin, Vorsitzender des Dachverbandes der Grauen Wölfe in Europa und frisch gewählter Abgeordneter der MHP, gehörte der türkischen Delegation beim NATO-Gipfel im Juli 2018 an und wurde mit Bundeskanzlerin Angela Merkel zusammen fotografiert.

## Symbolik

### Wolfsgruß
Die Mitglieder und Sympathisanten der ADÜTDF, die so genannten Idealisten (Ülkücüler), verwenden eine ausgeprägte Symbolik. So zeigen sie den sogenannten Wolfsgruß, ein spezifisches Handzeichen, das mit abgespreiztem Zeigefinger und Kleinem Finger – für die Ohren – und zusammengelegtem Daumen, Mittel- und Ringfinger – für die Schnauzenpartie – der rechten Hand an ausgestrecktem Arm erboten wird. Das soll einen Wolfskopf darstellen. Der ausgestreckte Arm ist ein gemeinsames Erkennungszeichen rechtsextremer bzw. faschistischer Bewegungen.

### Drei weiße Halbmonde

Logo der MHP

Oft bedienen sie sich auch des Logos der MHP, das aus drei weißen Halbmonden auf rotem Untergrund gebildet wird und an die osmanische Kriegsflagge erinnert – alles typische Zeichen für diese nationalistisch-völkische Bewegung. Eine vereinfachte Darstellung des Logos mit den drei Halbmonden sind drei Wiederholungen des Buchstabens „C“, also „CCC“, „cCc“ oder „CcC“. Mitunter sind bei vor allem jugendlichen „Idealisten“ (Grauen Wölfen) Halsketten mit dem heulenden Wolf sowie Kettenanhänger oder Ringe mit den drei Halbmonden zu sehen.

### Idealisten-Eid
Ferner gibt es bei den Anhängern den so genannten „Eid der Idealisten“ („Ülkücü Yemini“). Dieser „militaristische ‚Idealisten-Eid‘“ ist eine Art Fahneneid, wird typischerweise in einem entschlossenen, kämpferischen Ton abgelegt und ist inhaltlich eine knappe Zusammenfassung der Ziele der Grauen Wölfe. Somit kommt in ihm „ungebrochene Kampfbereitschaft zum Ausdruck“. Der Eid lautet wie folgt:
|  |  | “Allah’a, Kur-an’a, Vatana, Bayrağa yemin olsun. Şehitlerim, gazilerim emin olsun Ülkücü Türk Gençliği olarak, Komünizm’e, Kapitalizm’e, Faşizm’e, Siyonizme ve her türlü Emperyalizm’e karşı mücadelemiz sürecektir. Mücadelemiz son nefer, son nefes, Son damla kana kadardır. Mücadelemiz milliyetçi Türkiye’ye, Turan’a kadardır. Ülkücü Türk Gençliği olarak, yılmayacağız, yıkılmayacağız, Başaracağız, başaracağız, başaracağız. Allah Türk’ü korusun ve yüceltsin.” | „Ich schwöre bei Allah, dem Koran, dem Vaterland, bei meiner Flagge Meine Märtyrer, meine Frontkämpfer sollen sicher sein Wir, die idealistische türkische Jugend, werden unseren Kampf gegen Kommunismus, Kapitalismus, Faschismus, Zionismus und jegliche Art von Imperialismus fortführen Unser Kampf geht bis zum letzten Mann, bis zum letzten Atemzug, bis zum letzten Tropfen Blut Unser Kampf geht weiter, bis die nationalistische Türkei, bis das Reich Turan erreicht ist Wir, die idealistische türkische Jugend, werden niemals aufgeben, nicht wanken, wir werden siegen, siegen, siegen Möge Allah die Türken schützen und sie erhöhen“ |

Unter dem „Reich Turan“ versteht man eine Zusammenfassung der von einer als „turanische Rassentheorie“ angesehenen Ethnien wie Türken, Ungarn, Finnen, Esten, Mongolen, Mandschuren und Jakuten zu einem Reich, dem turanischen Imperium, das von der Adria bis weit nach China hinein beziehungsweise zur Beringstraße reichen sollte, oder alternativ zumindest eine Vereinigung aller Turkvölker.

### Heulender Wolf und MHP-Fahnen
Auch Fahnen der MHP und dergleichen sind öfter zu sehen. Weiter finden sich als typisches Zeichen Abbildungen eines stark nach oben sich biegenden heulenden Wolfes. Insbesondere jugendliche Anhänger zeigen sich auch mit Kleidungsstücken, auf denen ein solcher heulender Wolf abgebildet ist. Zudem werden bei Kundgebungen Schultern mit Fahnen überdeckt, auf denen wie auch auf Kopftüchern das Motiv eines Wolfes zu sehen ist, der von drei Halbmonden umgeben ist. Auch gibt es Gürtelschnallen oder Halsketten mit einem Wolfskopf. Dies findet seine Erklärung darin, dass ein solcher heulender Wolf „Symbol der 1968 entstandenen und paramilitärisch ausgebildeten Jugendorganisation der MHP“ ist, der „Ülkücü Gençlik“.
Dieses Motiv des Bozkurt („Wolf“) ist der türkischen Mythologie entnommen, er galt als Erretter und Verteidiger türkischer Gruppen, Ethnien oder Personen.

## Ideologie
Nach Kemal Bozay stützt sich

„die rechtsextreme Bewegung in der Türkei […] ideologisch auf ein Konglomerat von verschiedenen nationalistischen und islamistischen Diskursen: auf den idealistischen Nationalismus (Ülkücülük), der einen ausgeprägten Rassismus gegenüber allen nicht-türkischen Bevölkerungsteilen, insbesondere den Minoritäten im eigenen Land, beinhaltet; die antidemokratische Grundhaltung, die die Propaganda gegen Linke, Sozialisten, Kommunisten und Gewerkschaften, aber auch gegen demokratische Institutionen in den Mittelpunkt stellt; auf den Islam in seiner Rolle für die Konstituierung des so genannten Türkentums; auf die Türkisch-Islamische Synthese (Türk Islam Sentezi), deren Kernelement die Untrennbarkeit von türkisch-nationalen und islamischen Bestandteilen ist, als Gegenpol zum Einfluss linker Ideen; auf die Neun-Strahlen-Doktrin des MHP-Führers Türkes, der damit den Weg zur nationalistischen Türkei proklamierte und die Autorität des Führers festigte; und nicht zuletzt auf die in Deutschland propagierte Kernideologie des Europäischen Türkentums (Avrupa Türkçülüğü), der als Sammelbegriff für die türkisch-nationalistische Identität in Europa benutzt wird.“

In Europa hätten sich – ausgehend von der Türkei – „drei rechtsnationalistische Dachverbände“ gebildet: Die „Türk Federasyon (Föderation der Idealistenvereine in Europa, ADÜDTF), ATIB (Türkisch-Islamische Union Europa) und ANF (Föderation der Weltordnung in Europa)“.

### Wurzeln
Als das Osmanische Reich zerfiel und sich aufgelöst hatte, kam es zu einer Gegenbewegung, da dieser Zerfall als demütigend und negativ empfunden wurde. In ihr wurde ein Wiederaufbau eines türkischen Großreichs gefordert, als ein Zusammenschluss all derer, die sich zum Türkentum bekennen oder „rassisch“ (ethnisch) als dazugehörig empfunden wurden. Verstärkend wurde postuliert, dass die Welt oder die Gegner weiterhin an einer Schwächung interessiert seien. Deshalb solle man sich ideal stärken und herausbilden, um diesem großen Ziel optimal zu nutzen.
Einer der Vordenker der „Idealisten“ (Ülkücü-Bewegung) war Hüseyin Nihal Atsız, ein rassistisch-nationalistischer und antisemitischer Autor.

### Verständnis des Islam und der eigenen Ethnie in Relation zu anderen
Im oben zitierten Eid der Idealisten wird Allah um die Erhöhung der Türken gebeten – das weist in Richtung einer fundamentalistisch-religiös begründeten Erhöhung über die anderen Ethnien (Rassismus) und einer Verquickung des Gottesnamens „Allah“ mit rassistischen bzw. politischen Zielen („Erhöhung“ in Bezug auf Menschen nicht-türkischer-Herkunft; riesiger Gebietsanspruch unter türkischer Vormachtstellung). Das „türkische Volk“ wird auch sonst ideologisch zur „besten und stärksten Rasse“ herausgehoben und es wird als Ziel gesetzt, „die Türkei zur international führenden, von allen äußeren Einflüssen und Systemen unabhängigen Nation“ auszubauen. Im „Idealistischen Nationalismus (Ülkücülük)“ zeigte sich noch ein ausgeprägter „‚Rassismus‘ gegenüber allen nicht-türkischen Bevölkerungsteilen, insbesondere gegen die Minoritäten im eigenen Land.“ Von Enver Ören, dem Gründer des türkischen Privatfernsehsenders TGRT, der auch als „Finanzier der Grauen Wölfe“ bezeichnet wird, ist die Aussage überliefert, dass „die Überlegenheit der Türken genetisch festgelegt sei“. Auch sonst ist Sympathie zu rechtsextremen Ansichten in Deutschland ab und zu erkennbar, so „verkauften die Ülkücüler Bücher: die türkische Übersetzung von Hitlers Mein Kampf“, als im Jahr 1995 im Mannheimer Stadtteil Jungbusch die so genannte „große“ Moschee eingeweiht wurde. Zeitweise gelang es ihnen, dort einen Wechsel des Vorstands in ihre Richtung zu erreichen.

### Verständnis von Nation und Gebietsansprüchen
Nationalismus wird in der Doktrin des Ülkücülük (Idealismus) nicht im Sinne des laizistischen und multiethnischen Staates Türkei verstanden, sondern im Sinne patriotischen ethnischen Türkentums, so werde „auf den Webseiten der Bewegung […] der Begriff ‚Nationalismus‘ mit dem „Turkismus“ gleichgesetzt“. Somit wird eine Abschaffung der laizistischen Staatsform und ein Großtürkisches Reich angestrebt, das größere Gebiete umfasst als das heutige Staatsgebiet. Eine Landkarte mit einer solchen, dort extrem ausgeprägten „Türkisch-islamischen Union“, die sich vom westlichen Nordafrika bis hin nach Nordost-Sibirien erstreckt, ist zum Beispiel in dem Abschnitt Türkentum und Islam in der illustrierten Abhandlung Internetaktivitäten der Ülkücü-Bewegung – „Graue Wölfe“ des Verfassungsschutzes Nordrhein-Westfalen abgebildet, ihr Umfang entspricht auch einem „Reich Turan“ (Panturanismus). Auch im oben erwähnten Eid der Idealisten kommt die Anstrebung eines „Reiches Turan“ zum Ausdruck.
Nach Auffassung und Selbstdarstellung der Türk Federasyon/ADÜTDF seien „nach dem Zusammenfall der Sowjetunion […] sehr viele türkischstämmige Völker und Bevölkerungsgruppen“ entstanden.

### Türkisch-islamische Synthese
Wie es für die Ülkücü(Idealisten)-Bewegung bezeichnend ist, wird bei der ADÜTDF wie bei den von ihr abgespaltenen Gruppen Islam im Sinne einer „türkisch-islamischen Synthese“ (Türk Islam Sentezi) verstanden,
Als Folge einer „Islamisierung der Türkei“ streben sie die untrennbare Verknüpfung von Staatsform und Politik mit dem Islam an. Eine Äußerung der ADÜTDF zur fundamentalistischen Auslegungsform des Koran und der Anstrebung eines „türkisch-islamischen“ Islam lautet:

„Als türkisch-islamische Idealisten richten wir unser Leben nach dem Koran, der Tradition des Propheten, dem Konsens der Gelehrten und dem Analogieschluss. Reform und Modernisierung des Glaubens lehnen wir ab. Wir werden weiterkämpfen, bis eine göttliche Ordnung errichtet ist.“

### Haltung zu Demokratie und Pluralismus
Die ideologische Ausrichtung orientiert sich ferner an der Ideologie und den Verlautbarungen der türkischen MHP und deren Jugendorganisation „Idealistische Jugend“ („Ülkücü Gençler“). Dazu genießt der Gründer der MHP, der frühere Oberst Alparslan Türkeş, nach dem Führerprinzip als „Oberster Führer“ (Başbuğ) oder „Oberwolf“ bzw. „Leitwolf“ immer noch eine große Verehrung, obwohl er im Jahr 1997 verstorben ist. Bilder von ihm sind folglich bei den Einrichtungen dieser Organisation oft zu sehen. Der Vorname „Alparslan“ ist ein Pseudonym und kommt von Alp Arslan, einem Herrscher des seldschukischen Reiches und Eroberer. Der eigentliche Vorname von Türkeş war Ali Arslan. Mit Alparslan Türkeş wird eine Führerperson verehrt, der von der Bundesregierung mit den Begriffen „Kompromißlosigkeit in der politischen Auseinandersetzung, Intoleranz gegenüber Andersdenkenden und Elitebewußtsein sowie irrationales völkisches Gedankengut“ charakterisiert wurde.
Sevket Kücükhüseyin zeigt in einer Broschüre der Konrad-Adenauer-Stiftung auf, dass die ADÜTDF sich seit der Regierungsbeteiligung der HP in der Türkei zwar bemühe, „in der deutschen Öffentlichkeit als demokratische Vereinigung der politischen Mitte wahrgenommen zu werden“ und „ausdrücklich“ betone, „sich im gesetzlichen Rahmen der Bundesrepublik Deutschland zu bewegen“. Sie ordnet dies aber als „Firnis zur Schau getragener demokratischer Gesinnung“ ein, unter dem sich „ethnozentristische […] Vorstellungen“ befänden.

### Haltung zur Situation türkischstämmiger Migranten und zu „westlichen“ Einflüssen auf sie
Weiter zeigt Sevket Kücükhüseyin auf, dass die ADÜTDF „gegen jegliche Verwestlichungstendenzen“ polemisiere, doch „in Bezug auf ihre Klientel meist von westeuropäischen Türken“ spreche. Das Türkentum sei – so die Denkweise der ADÜTDF – gegenüber „kulturzersetzenden kosmopolitischen Mächten“ wie „Humanismus und Kommunismus“ und „latenten christlichen Missionierungsbestrebungen“ zu bewahren.

## Gründung und Organisationsform

### Eingetragener Verein
Bei der ADÜTDF handelt es sich um einen eingetragenen Verein, der im am 18. Juni 1978 als Föderation der türkisch-demokratischen Idealistenvereine in Europa e. V. („Avrupa Demokratik Ülkücü Türk Dernekleri Federasyonu“) gegründet worden war. Er hat seinen Sitz in Frankfurt am Main und zahlreiche Untergruppen. Eine Namensänderung, mit der der Namensbestandteil „Deutschland“ anstelle von „Europa“ offiziell in den Vereinsnamen aufgenommen wurde, ist auf dem 25. Großen Kurultai in Oberhausen beschlossen worden. Seit dieser Namensänderung heißt der Verein „Föderation der Türkisch-Demokratischen Idealistenvereine in Deutschland“ und ist als solcher am 18. Juli 2007 in das Vereinsregister des AG Frankfurt (Main) eingetragen. Bei der „Türkischen Konföderation in Europa“ (Avrupa Türk Konfederasyon, ATK) ist die ADÜTDF Gründungsmitglied.
Derzeit ist Şentürk Doğruyol Generalvorsitzender der ADÜTDF. Die ADÜTDF ist Herausgeber einer Publikation namens „Türk Federasyon Bülteni“, was so viel heißt wie „Bulletin der Türk Federasyon“, und betreibt eine türkischsprachige Website. Daneben lesen viele Mitglieder und Sympathisanten der Türk Federasyon bevorzugt die Tageszeitung Türkiye, in der zum Beispiel die Terroranschläge in den USA vom 11. September 2001 als „jüdische Verschwörung“ dargestellt wurden.

### Unterteilung und angeschlossene Ortsgruppen und Gesellschaften
Die ADÜTDF ist in 13 so genannte „Bölge“ unterteilt. Dort gibt es Ortsvereine wie so genannte „Idealistenclubs“ (Ülkü Ocaklari) oder auch Moscheevereine oder den Vereinen angegliederte Moscheen oder ähnliche Vereine oder Gruppen, oft mit Namen wie „Großer Idealer Kreis“, „Türkischer Kulturverein“ oder „Deutsch-Türkischer Freundschaftsverein“ und ähnliche.
Solche Bezeichnungen haben ihre Wurzeln auch darin, dass das türkische Verfassungsgericht in den 70er-Jahren verboten hatte, in Europa als MHP aufzutreten. In diesem Zusammenhang bildeten sich in Deutschland „Tarnorganisationen unter den Namen Kultur-, Idealisten-, Beistandsverein, Nationalistischer Ideenverein, Islamischer Verein und Türkische Gemeinschaft“.

### Die Entwicklung der ADÜTDF seit 1970 bis heute

#### Gründung und 1980er-Jahre
Nach der Gründung des Vereins in Frankfurt am Main verfolgte er „zunächst eine nationalistisch-pantürkische Ideologie mit einer starken Betonung der vorislamischen Geschichte und Kultur der Türken“. Nach dem Militärputsch in der Türkei im Jahre 1980 betonte er die islamische Religion mehr als vorher.

#### Abspaltung der „Union der Türkisch-Islamischen Kulturvereine in Europa“ (ATIB)
Im Jahr 1987 spalteten sich mehrere Mitgliedsverbände der ADÜTDF unter dem Vorsitz von Musa Serdar Çelebi ab, die sich ein Jahr später in Koblenz als „Union der Türkisch-Islamischen Kulturvereine e. V.“ (Türk Islam Dernekleri Birligi), kurz TIKDB formierte. Seit 1993 führt die auch als „Türkisch-Islamische Union in Europa“ mit Sitz in Köln bekannte Organisation den Namen „Union der Türkisch-Islamischen Kulturvereine in Europa e. V.“ (Avrupa Türk-İslam Birliği, kurz ATIB).
Bei der ATIB ist nach Sevket Kücükhüseyin im Gegensatz zur ADÜTDF eine „Abwendung von der MHP“ und eine „Annäherung an die liberalkonservative ANAP“ zu beobachten, der „Anavatan Partisi“ (Mutterlandspartei), die nun mit der Demokrat Parti (Demokratische Partei) fusioniert ist.

### Aktivitäten
Neben sportlichen, kulturellen oder sozialen Aktivitäten richten die der ADÜTDF untergeordneten Vereine beziehungsweise Gesellschaften oder andere Gruppen türkisch-nationale und religiöse Veranstaltungen aus und „vermitteln […] türkischen Jugendlichen […] die ‚idealistischen‘ Werte im Rahmen von sportlichen, kulturellen und religiösen Aktivitäten“. So „tarnt sich“ – wie Dorothea Jung es formuliert – eine Gruppe in Filderstadt mit dem „harmlos anmutenden Deckmantel“ des Vereinsnamens „Deutsch-Türkischer Freundschaftsverein“ und organisierte einen Auftritt eines „rechtsextremen Folklore-Sängers“. Im Gegensatz zu solchen Vereinsnamen wie „Deutsch-Türkischer Freundschaftsverein“ stellt die Ülkücü-Bewegung („Idealisten-Bewegung“, „Ülkü Ocaklari“) in Wirklichkeit nach Einschätzung des Innenministeriums des Landes Nordrhein-Westfalen „ebenso wie einige islamistische Bewegungen […] ein Hindernis für die Integration der türkischstämmigen Bevölkerung“ dar. Nebenbei wird die Botschaft vermittelt, die türkisch-islamische Kultur verteidigen zu müssen, und es werden auch Korankurse organisiert. Auf diese Weise wird die politische Ideologie auch mit dem Islam verknüpft, auch Koranlesungen finden statt. Dazu werden Veranstaltungen durch „Volkssänger (halk ozani)“ und „patriotische Hymnen“ musikalisch in ethnisch-türkische Richtung bestärkt. Von der Gründung der ADÜTDF an tritt sie öffentlich auch als „Türkische Föderation“ („Türk Federasyon“) in Erscheinung. Mitunter organisieren die Gruppen, insbesondere jene, die sich als Moscheevereine organisiert haben, auch einen so genannten „Kermes“, eine Art „Tag der offenen Tür“, an dem die osmanische Kultur vorgestellt wird.

### Mitgliederzahl und Sympathisanten
Heute hat die ADÜTDF in Deutschland ungefähr 7.000 Mitglieder, das sind etwa so viele, wie die ebenfalls extrem nationalistische NPD aufweist, was die Relevanz dieser Bewegung aufzeigt. Auf Jahreshauptversammlungen können allerdings bis zu 10.000 Teilnehmer gezählt werden, wie 2003 in Hessen. Sevket Kücükhüseyin schätzt die Mitgliederzahl auf 10.000 Mitglieder. Am Jahreskongress der Idealisten in Sindelfingen, der von der ADÜTDF ausgerichtet worden war, hatten am 26. November 1994 mehr als 10.000 bzw. über 15.000 Menschen teilgenommen. Bundesweit hat die ADÜTDF um die 150 Ortsvereine, Schwerpunkte der Verbreitung sind – in der Reihenfolge der Mitgliederzahl – Baden-Württemberg, Nordrhein-Westfalen, Bayern und Hessen (Stand 2007).
Im Jahr 1980 war ihre Mitgliederzahl „bundesweit auf 26.000 geschätzt“ worden. Ein Jahrzehnt danach hatte die ADÜTDF durch die oben genauer aufgeführte Abspaltung einer Gruppe unter dem Vorsitz von Musa Serdar Çelebi, die sich als „Türkisch-Islamische Union in Europa“ bzw. als „Union der Türkisch-Islamischen Kulturvereine in Europa e. V.“ (Avrupa Türk-İslam Birliği, kurz ATIB) organisierte, eine hohe Zahl an Mitgliedern verloren. Die ATIB legt einen größeren Schwerpunkt auf die „türkisch-islamische Synthese“, eine Verknüpfung „zwischen türkischem Nationalismus und Islam“. Als Anhänger der ADÜTDF werden um die 80.000 Personen angenommen.
Nach Sevket Kücükhüseyin spielt bei der beobachteten Attraktivität der Organisation für Jugendliche eine Rolle, dass dort „subjektiv wahrgenommene Diskriminierungserfahrungen kompensiert werden können“ durch „die Vermittlung eines übersteigerten Nationalgefühls, Sportvereine und rasche Eingliederung in verantwortungsvolle Positionen innerhalb der Vereins- bzw. Verbandshierarchie“.

## Internet-Aktivitäten
Im Internet finden sich zahlreiche Websites, Foren, YouTube-Spots usw. von Anhängern der Idealisten-Bewegung (Ülkücü-Bewegung). Oft enthalten sie „hasserfüllte Propaganda gegen bestimmte Nationen, Religionen, Ethnien und Minderheiten“, zum Beispiel gegen Juden und Kurden. Solche Internet-Aktivitäten, die die „extrem nationalistische und hasserfüllte Ideologie der Ülkücü-Bewegung“ transportieren, spielen „eine große Rolle im Alltagsleben vieler Jugendlicher“, die einen türkischen Migrationshintergrund haben.

## Gewaltbereitschaft

### Entstehung in der Türkei
In den 1960er-Jahren waren unter Alparslan Türkeş bereits vor der Gründung der MHP militärische Kommandolager gegründet worden, in denen Jugendliche militärisch und ideologisch – zum Beispiel im Sinne der panturanischen Ideologie – geschult wurden. Diese Kommandos nannten sich „Bozkurtlar“ („Graue Wölfe“). In der zweiten Hälfte der 1970er-Jahre, als die türkische Linke an Bedeutung gewann und sich organisiert hatte, formierte sich „auch das rechtsextreme Lager“ in zwei Ausrichtungen, die sich zum einen in eine „militant-islamische“ und zum anderen in eine „nationalistisch-rassistische“ Bewegung aufspaltete. Davon ausgehend hatten Anhänger der Grauen Wölfe in der Türkei Anschläge verübt, wie zum Beispiel auf „linke StudentInnen an den türkischen Hochschulen“. In den 1980er-Jahren agierten Graue Wölfe in der Türkei paramilitärisch im Zusammenhang mit dem Erstarken linker Bewegungen und kurdischer Autonomie-Bestrebungen. Neben den Paramilitärs wurden Militär und Polizei von dieser „Bewegung dominiert und führten einen blutigen Krieg gegen alles, was sich als links und nichttürkisch definierte“. Neben den Kurden und linken Bewegungen wurden auch Aleviten als Feindbild verortet, einmal wegen einer – oft angenommenen – Nähe zu linken und kommunistischen wie auch zu kurdischen Bewegungen, zum anderen, weil sie als nicht zum Islam gehörig angesehene Ketzer angesehen wurden und werden. „Der Terror der Rechtsextremisten“ war „organisiert in Schlägertrupps wie den ‚Grauen Wölfen‘ (Bozkurtlar)“ oder in „‚Idealistenvereinen‘ (Ülkücü Ocaklarý)“.

### Übertragung nach Deutschland
Gleichzeitig setzte die Türk Federasyon als Auslandsorganisation „diese Auseinandersetzungen […] auch in Deutschland gewalttätig um“. Bereits in den 1960er- und 1970er-Jahren hatte sich in den europäischen Migranten-Gesellschaften „Türkische Gemeinschaften“ (Türk Ocagi) und lokalen „Idealistenvereinen“ (Ülkü Ocagi) und – ab den 1970er-Jahren – die Jugendorganisation der Grauen Wölfe organisiert. 1980 wurde bekannt, dass „militante Turkes-Anhänger […] Spenden von türkischen Gastarbeitern“ erpresst hatten und „mit offener Gewalt gegen Andersdenkende“ vorgegangen waren. Mutmaßliche Täter einer „Messerstecherei“ in Frankfurt am Main „waren Angehörige eines Idealisten-Vereins“. Trotz einer Gegendarstellung von Musa Serdar Celebi für die Föderation der türkisch-demokratischen Idealisten-Vereine blieb der Spiegel bei seinen Darstellungen. Bis in die 1990er Jahre „übten die Grauen Wölfe auch in Deutschland Gewalt bis hin zu Mordanschlägen aus“. Andererseits löst Gewalt von deutschen Rechtsextremisten gegen türkischstämmige Migranten eine Sehnsucht nach Stärke und Gegenwehr aus. Als mehrere gewaltsame Anschläge wie zum Beispiel die Mordanschläge von Mölln und Solingen von neonazistischen deutschen Gruppen oder ihren Anhängern gegen türkische Migranten Ende der 1990er-Jahre zu verzeichnen waren, bei denen es Tote gab, bekam die Türk Federasyon auch dadurch wieder Zulauf. Kemal Bozay, ein deutscher Politik- und Sozialwissenschaftler, sieht in solchen inländischen wie türkischen Begebenheiten den Grund eines Erstarkens und formuliert dies im Jahr 2007 folgendermaßen: „Nach den Anschlägen von Mölln und Solingen wandten sich viele Jugendliche den Grauen Wölfen zu, jetzt sorgt der Kurdenkonflikt für Zulauf“. „Die ethnische Mobilisierung, die wir derzeit in Deutschland erleben“, sei „zwar von außen angestoßen, aber sie trifft auf eine Basis. Rechtsnationalistische Organisationen können diese nationalistische Stimmung für ihre Zwecke benutzen und Jugendliche instrumentalisieren“. Dazu kämen Erfahrungen mit Stigmatisierung, die seit den 1990er Jahren „einen starken Ethnisierungsdruck“ begünstigen. Am 26. April 2015 kamen 10 000 Menschen in die Oberhausener König-Pilsener-Arena zu einer von der ADÜTDF angemeldeten Wahlkampfveranstaltung mit dem MHP-Vorsitzenden Devlet Bahceli.

### Bestrebungen einer Abkehr von Gewalt
Funktionäre der ADÜTDF haben vor Jahren offiziell „Gewalt als Mittel zur Durchsetzung ihrer ideologischen Überzeugungen abgelehnt“.
Nachdem in mehreren deutschen Städten nach Darstellungen einer Anfrage an den Bundestag „kurdischstämmige Bürger und kurdische sowie linksgerichtete türkische Vereine“ angegriffen worden waren und zum Beispiel im Berliner Stadtteil Kreuzberg am 28. Oktober 2007 „mehrere Hundert türkische Nationalisten […] zahlreiche Menschen durch Stein- und Flaschenwürfe“ verletzt hatten, dabei der „Gruß der ‚Grauen Wölfe‘“ gezeigt worden war, betonte die Bundesregierung, dass ihr „über organisationsgesteuerte Gewalttaten […] keine Erkenntnisse“ vorliegen. Hiermit war die ADÜTDF gemeint. Weiter berichtete die Bundesregierung, dass sich in „Ermittlungsverfahren“, soweit ihr bekannt, eine „Zugehörigkeit der Täter zur ADÜTDF regelmäßig nicht nachweisen“ ließ.
Ein Jugendlicher aus Berlin-Kreuzberg beschreibt das Verhältnis der Grauen Wölfe in Berlin zur Gewalt so:

„Die sind jetzt nicht mehr wie früher, mindestens nicht mehr gewalttätig. Es gibt immer noch solche Vereine, und sie machen überwiegend Trägerarbeit. Die machen jetzt auch Kulturarbeit für Jugendliche. Sie wollen ihre Mentalität, ihre Vergangenheit beibehalten. Sie bringen die Jugendlichen auch in diese Richtung. Ich kenne die Begebenheiten von diesen Organisationen nicht so gut, aber wie ich mitbekommen habe, machen die jetzt keine gewalttätige Aktion.“

Der Beginn dieses moderateren Verhältnisses zu Gewalt wird in der betreffenden Kommunalanalyse des Berliner Zentrums Demokratische Kultur, die das Interview durchführte, auf die Zeit der Beteiligung der Mutterpartei MHP in der türkischen Regierung angesetzt. Ein anderer befragter Migrant, er war türkisch-kurdischer Herkunft, stimmte zu, jetzt sei „das anders geworden. Die sind sehr wirtschaftlich orientiert geworden. Viele von den ehemaligen Grauen Wölfen haben heute großen Handel oder ähnliches. Sie haben inzwischen, glaube ich, auch mitbekommen, dass man es hier auch anders machen kann.“

### Einschätzungen und Befürchtungen durch kurdischstämmige politisch Andersdenkende
Aus Aussagen politischer Gegner geht hervor, dass hierzulande bei ihnen eine Angst bestehe, die oft mundtot mache. So schätzten zwei kurdischstämmige Männer aus Reutlingen in der Südwest-Presse im Jahr 2010 die Bewegung so ein, dass „um Leib und Leben fürchten“ müsse, „wer sich öffentlich gegen die ‚Grauen Wölfe‘“ äußere. Weiter äußerten sie ihre Einschätzung: „Die Grauen Wölfe“ seien „sehr gefährlich. Jeder, der etwas anderes sagt als sie, ist ihr Feind.“ Weiter attestierten sie: „Die Deutschen“ seien „naiv und durchschauen das Spiel und das System der Grauen Wölfe nicht.“

## Selbstdarstellung der ADÜTDF / Türk Federasyon
Auf der eigenen Website wie auch auf privaten oder kommerziellen Websites von Mitgliedern sind Selbstdarstellungen der ADÜTDF / Türk Federasyon zu finden („Wir über uns … Türk Federasyon“), die betonen, dass sie sich für „soziale, kulturelle sowie wirtschaftliche belange [sic!] für die in ihrem Umkreis lebenden türkischen Bürger“ einsetze und Veranstaltungen fördere oder organisiere. Sie bilde eine „Brückenfunktion zwischen der zivilen Verwaltung und den Staatsbürgern in den jeweiligen Ländern und der [sic!] dort ansässigen türkischen Staatsbürgern [sic!]“ und wolle eine „wachsende Gettoisierung […] unterbinden“. Sie wolle ferner „die Türkei und die Kultur der Türken“ vorstellen, leiste „Integrationsarbeit“ und unterstütze „türkische Bürger“ darin, „im Rahmen der Gesetze der jeweiligen Länder, ihre demokratischen Rechte wahrzunehmen“, so „beispielsweise die Arbeit in Gemeinderäten oder in Ausländerräten.“. und davon abzuhalten, „in eine Sinnkrise über ihre Zugehörigkeit“ zu „verfallen“.
Nach Sevket Kücükhüseyin fordere die AÜTDF ferner das „kommunale Wahlrecht für in Deutschland lebende türkische Staatsangehörige bzw. die Gewährung der doppelten Staatsbürgerschaft“. Die ADÜTDF betont, dass sie „jeden türkischen Staatsbürger“ darin unterstütze, „die jeweilige Staatsbürgerschaft des jeweiligen Landes anzunehmen“ und „jede Veranstaltung“ unterstütze, „die zu einem annähern [sic!] der verschiedenen Kulturen führt“.
Ihre Jugendlichen wolle sie „anhalten eine gute Bildung und Ausbildung anzustreben. Sie sollen es später schätzen können in einer sauberen Umwelt zu leben und ein gutes Glied in der Gemeinschaft zu bilden“.
Den Jugendlichen, die „außerhalb der Türkei geboren worden sind“, lehre sie „die Bedeutung und Schönheit der Türkischen Republik“. In einer Satzung von 1980 drückte die ADÜTDF das Ziel aus, „durch Aktivitäten die Interessen der türkischen Republik und Nation im Rahmen der Gesetze der Bundesrepublik Deutschland zur Geltung zu bringen“.

## Die ADÜTDF als Beobachtungsobjekt von Verfassungsschutzämtern der Länder
Die Ideologie der Ülkücü-Bewegung ist – so konstatiert ein Verfassungsschutzbericht des Landes Nordrhein-Westfalen – durch eine „Verherrlichung des Türkentums“ ausgezeichnet, „von einem rigiden Freund-Feind-Denken geprägt“ und speist sich somit „wesentlich von Feindbildern“ und von einem sich durch „Panturkismus“ auszeichnenden Rassismus. Nach Einschätzung der „Abteilung II – Verfassungsschutz“ der „Berliner Senatsverwaltung für Inneres und Sport“ besteht „eine latente Konfrontations- und Gewaltbereitschaft einzelner Anhänger“. Nach Kemal Bozay „symbolisiert der ‚Graue Wolf‘ die Militanz einer politischen Bewegung“. In der Darstellung der Entschiedenheit und des Fanatismus der Bewegung zitiert er Necdet Sevinç, einen führenden Ideologen der MHP: „Ein Idealist ist in der Regel nicht ein Mann des Denkens, sondern immer ein Mann der Aktion […] Alle Denkweisen, alle Handlungen und alle Meinungen, die von Handlungs- und Denkweise der Idealisten abweichen, besitzen keine Gültigkeit.“ Bozay attestiert ihr eine „vielseitige Propaganda gegen Linke, Sozialisten und Kommunisten, aber auch gegen demokratische Institutionen, wie zum Beispiel Gewerkschaften, wissenschaftliche Institutionen und ähnliche“.
Die Publikation der Verfassungsschutzbehörde des Landes Nordrhein-Westfalen Türkischer Nationalismus: „Graue Wölfe“ und „Ülkücü“ (Idealisten)-Bewegung führt aus, dass die Ideologie der Ülkücü-Bewegung wesentlich von Feindbildern lebt wie Kurden, Armeniern, Juden, Griechen, Aleviten, Kommunisten und vom Zionismus.
Entgegen dem Wort „demokratisch“ im Vereinsnamen bescheinigt der Verfassungsschutzbericht des Landes Baden-Württemberg von 2008 der ADÜTDF dezidiert einen „antidemokratischen Charakter dieser Organisation“. Er resümiert im Jahr 2009, dass die ADÜTDF sich „zur eigenen Positionierung […] seit jeher auch rassistischer und politischer Feindbilder“ bedient und von ihr „Bestrebungen“ ausgehen, „die gegen den Gedanken der Völkerverständigung und insbesondere gegen das friedliche Zusammenleben der Völker gerichtet sind“.

## Bewertungen des Integrationswillens der Organisation
Die Selbsteinschätzungen der ADÜTDF und die Bewertungen anderer gesellschaftlichen Gruppen bezüglich des Integrationswillens sind entgegengesetzt.
Der Kreisverband der CDU, Stadt Köln, gab zu bedenken:

„Das Erstarken eines übersteigerten türkischen Nationalbewusstseins, insbesondere unter den oft schon in Deutschland geborenen türkischstämmigen Jugendlichen der zweiten und dritten Migrantengeneration, gibt Anlass zur Sorge, da dies der Integration der Jugendlichen in die Lebens- und Gesellschaftsverhältnisse in Deutschland abträglich ist.“

Christiane Stuff analysierte in ihrem Beitrag „Islamischer Fundamentalismus in Deutschland“, dass „die Haltung gegenüber der deutschen Gesellschaft […] von Distanz geprägt“ sei, „vom Fernhalten von den ‚Ungläubigen‘“. Solches Verhalten finde seine Begründung in fundamentalistischer Auslegung von Korantexten wie der Sure 5, Vers 51:

„Ihr Gläubigen! Nehmt nicht die Juden und Christen zu Freunden! Sie sind untereinander Freunde (aber nicht mit euch). Wenn einer von euch sich ihnen anschließt, gehört er zu ihnen (und nicht mehr zur Gemeinschaft der Gläubigen).“

Dies äußere sich als „Verweigerung jeder Form von Integration“. Die ADÜTDF äußere sich hierzu kommentierend so:

„Als Türken wollen wir weitere Zugeständnisse an unsere Lebensart, Würde und Identität erreichen. Das verstehen wir unter Integration.“

Ein mit Migranten-Jugendlichen arbeitender deutsch-türkischer Sozialpädagoge aus Berlin schrieb dazu:

„Das ist Bewahrung alles [sic!], was türkisch ist, und dadurch auch Ausgrenzung von allem, was nicht-türkisch ist. Wenn man das wirklich erst einmal so banal vereinfacht darstellt. Aber so funktioniert das auch. Genauso einfach. Ich bin Türke, und ich vertrete türkische Werte, und alles andere muss ausgegrenzt werden.“

Der Stadtverband Köln der Gewerkschaft Erziehung und Wissenschaft (GEW) stellte fest:

„KollegInnen an Kölner Schulen berichten regelmäßig von Aktivitäten islamistisch orientierter Jugendlicher, die sich gegen MitschülerInnen aber auch KollegInnen richten. Vielfach fehlen uns Grundkenntnisse, die uns helfen, diese Aktivitäten wahrzunehmen und einzuordnen.

Wer das Hakenkreuz (auch in den verschiedenen ‚modernen‘ Abwandlungen) nicht kennt, kann keinen Neonazismus feststellen; wer die Symbole von islamistischen Gruppen wie das des ‚Grauen Wolfes‘ oder des ‚dreifachen Halbmondes‘ nicht erkennt, kann der trügerischen Meinung sein, diese Form des türkisch-nationalistischen bzw. islamistischen Extremismus gebe es in seiner Umgebung nicht.“

Nachdem „Ülkücüler“-Idealisten (Türk Federasyon) in Mannheim an die Spitze der Leitung der „Großen Moschee“ gekommen waren, kommentierte die damalige baden-württembergische Kultusministerin Annette Schavan dies und die Auswirkungen folgendermaßen:

„Die Mannheimer-Moscheegemeinde [sic!] war zeitweilig eine hoch akzeptierte, sehr offene Gemeinde und hat auch einen islamisch-christlichen Dialog geführt. Ihr vorbereiteter Antrag für den Religionsunterricht wurde von den Mitgliedern der Gemeinde und auch von den Schulen getragen. Der Wechsel in der Spitze der Moscheegemeinde hat von einem Tag auf den anderen alles, was bis dahin an Dialog existiert hat, zu Ende gebracht. Das war wirklich eine Frage von wenigen Tagen, der Antrag wurde zurückgezogen, er war nicht erwünscht.“

Sevket Kücükhüseyin resümierte in einer Broschüre der Konrad-Adenauer-Stiftung:

„Allgemein muss die Haltung der ADÜTDF als integrationshemmend bewertet werden.“

Das Landesamt für Verfassungsschutz Baden-Württemberg legte dar:

„Es liegt auf der Hand, dass durch die Zugehörigkeit zu einem Verein dieser Ausrichtung eine Integration in die deutsche Gesellschaft gleichsam unmöglich erscheint, richten sich doch die Ziele der ‚Idealisten‘ nicht nur gegen das friedliche Zusammenleben der Völker, sondern sind gleichzeitig auch als antidemokratisch, antiliberal und antipluralistisch zu werten.“

Das ehemalige Vorstandsmitglied Ali Yildiz des Deutsch-Türkischen-Forums  verglich die Organisation mit der NPD:

„Es kann nicht sein, dass wir uns auf der einen Seite gegen Pro Köln zusammenschließen und auf der anderen Seite die türkische NPD über die CDU Köln hofieren.“